# محمد عاطف عبد القادر
محمد عاطف عبد القادر (مواليد 6 أغسطس 1997) هو لاعب كرة قدم مصري يلعب حالياً كلاعب وسط.
لعب سابقاً في نادي الجيش والنادي العربي ونادي معيذر.